# Turnix everetti
El torillo de Sumba (Turnix everetti) es una especie de ave charadriforme de la familia Turnicidae que habita en la Wallacea.

## Distribución
Son endémicos de la isla de Sumba, en Indonesia.

## Hábitat y estado de conservación
Habita los pastizales secos y matorrales, a menudo en un mosaico, desde el nivel del mar hasta por lo menos 220 m de altitud, y parece ser menos común en las zonas cultivadas.
Está amenazada por el consumo humano de su carne.